# Colotes (beeldhouwer)
Colotes (Oudgrieks: Κολώτης / Kolotes) was een Atheens beeldhouwer en edelsmid, leerling en medewerker van Phidias.
Samen met Phidias werkte hij aan de chryselephantine Zeus van Olympia. Voor het heiligdom van Olympia vervaardigde hij ook een pronktafel van goud en ivoor, waarop de kransen werden tentoongesteld die voor de overwinnaars in de Olympische Spelen bestemd waren.
- Union List of Artist Names: 500080794
- Virtual International Authority File: 96259023